# جنگل سیلکبورگ
جنگل سیلکبورگ (به لاتین: Silkeborg Forests) یک جنگل در دانمارک است که در Silkeborg Municipality واقع شده‌است.